# スペイン8人組
スペイン8人組（Grupo de los Ocho）は、スペインの首都マドリードで活躍した作曲家のグループを指す。国民楽派から新古典主義音楽に傾斜したため、フランス6人組になぞらえてこの名がついた。1930年代に活躍したが、スペイン内戦によって四散した。

## スペイン８人組の作曲家
- ロドルフォ・アルフテル（Rodolfo Halffter）
- エルネスト・アルフテル（Ernesto Halffter）
- サルバドール・バカリッセ（Salvador Bacarisse）
- フリアン・バウティスタ（Julián Bautista）
- グスタボ・ピッタルーガ（Gustavo Pittaluga）
- フアン・ホセ・マンテコン（Juan José Mantecón）
- ローサ・ガルシア・アスコート（Rosa García Ascot）
- フェルナンド・レマーチャ（Fernando Remacha）